# Timoclea concinna
Timoclea concinna is een tweekleppigensoort uit de familie van de Veneridae. De wetenschappelijke naam van de soort is voor het eerst geldig gepubliceerd in 1951 door Viader.